# Louis Eugène Marie Bautain
Louis Eugène Marie Bautain est un prêtre, philosophe, théologien et médecin français, né à Paris le 17 février 1796 et décédé le 15 octobre 1867 à Viroflay (Yvelines).

## Biographie
En 1816, il est professeur de philosophie au collège royal de Strasbourg (actuel lycée Fustel-de-Coulanges) puis à partir de 1817 (à la retraite de l'abbé Sauthier) et jusqu'en 1849 à la faculté de lettre de Strasbourg. Il y sera doyen à partir de 1838 (en remplacement de Pierre Hullin) et doyen honoraire après 1863.
De 1822 à 1824, ses cours sont suspendus : il  aurait sapé « les fondements des croyances religieuses et morales, en niant la puissance de la raison ». Formé à l'école idéaliste allemande, Bautain développe un fidéisme original et une perspective historiciste du christianisme, qu'il considère éclectique par nature.
Il poursuit ensuite des études médicales et, tiré d'une forte crise psychologique et spirituelle par Louise Humann (sœur de Georges Humann), songe à la prêtrise. L'évêque Le Pappe de Trévern peut l'ordonner prêtre le 20 décembre 1828. En 1830, l'évêque lui confie la direction du petit-séminaire Saint-Louis. Le 12 mars 1841, l'abbé Bautain quitte Strasbourg à la suite d'un conflit théologique avec l'évêque. Il fonde l'Institut des Sœurs de Saint Louis , au collège de Juilly en 1842, où il est supérieur. Il est nommé vicaire général et promoteur du diocèse de Paris en 1849.
De 1853 à 1863, il est professeur de morale évangélique à la faculté de théologie catholique de Paris.

## Œuvres
- Propositions générales sur la vie, [thèse de médecine] , Impr. de Mme de Silbermann (Strasbourg), 1826.
- La Morale de l'Évangile comparée à la morale des philosophes, Février (Strasbourg), 1827, lire en ligne sur Gallica.
- De l'enseignement de la philosophie en France au dix-neuvième siècle, Février (Strasbourg), 1833, lire en ligne sur Gallica.
- De l'Enseignement philosophique de M. l'abbé Bautain, dans ses rapports avec la Certitude, Gaume frères (Paris), 1833, lire en ligne sur Gallica.
- Réponse d'un chrétien aux "Paroles d'un croyant", Février (Strasbourg), 1834, Texte intégral.
- Psychologie expérimentale, Derivaux (Strasbourg), 1839:

1. Tome premier,Texte intégral.
2. Tome deuxième, Texte intégral.

- La Religion et la liberté considérées dans leurs rapports, [Conférences de Notre-Dame de 1847-48], Perisse Frères (Paris), 1848, lire en ligne sur Gallica.
- La Religion et la liberté considérées dans leurs rapports, [conférences de Notre-Dame de 1848], Sagnier et Bray (Paris), 1848, lire en ligne sur Gallica.
- La morale de l'évangile comparée aux divers systèmes de morale, [Leçons faites à la Faculté de théologie,en Sorbonne,pour servir d'introduction au cours de théologie morale], Auguste Vaton (Paris), 1855, Texte intégral.
- Étude sur l'art de parler en public, C. Douniol (Paris), 1856, lire en ligne sur Gallica.
- L'esprit humain et ses facultés, Didier (Paris), 1859 (2 vol.):

1. Tome premier, lire en ligne sur Gallica.
2. Tome deuxième, lire en ligne sur Gallica.

- La belle saison à la campagne: conseils spirituels, L. Hachette (Paris), 1859, Texte intégral.
- La Chrétienne de nos jours, lettres spirituelles,L. Hachette (Paris),1859-1861:

1. Première partie, 1859,lire en ligne sur Gallica.
2. Deuxième partie, 1861, lire en ligne sur Gallica.
3. Troisième partie, 1861, lire en ligne sur Gallica.

- Philosophie des lois au point de vue chrétien, Didier (Paris), 1860, lire en ligne sur Gallica.
- La Conscience, ou la Règle des actions humaines, Didier (Paris), 1861,  lire en ligne sur Gallica.
- Le Chrétien de nos jours : lettres spirituelles,L. Hachette (Paris),1861-1862:

1. Première partie, 1861,lire en ligne sur Gallica.
2. Deuxième partie, 1862, lire en ligne sur Gallica.

- Méditations sur les épîtres et les évangiles des dimanches et des fêtes, L. Hachette (Paris), 1863, Texte intégral.
- La religion et la liberté, L. Hachette (Paris), 1865, Texte intégral.
- Manuel de philosophie morale, L. Hachette (Paris), 1866,lire en ligne sur Gallica.
- Idées et plans pour la méditation et pour la prédication, L. Hachette (Paris), 1867, Texte intégral.
- Les choses de l'autre monde : journal d'un philosophe, [recueilli et publié par l'abbé Bautain ; œuvre posthume publiée par l'abbé E. de Régny], L. Hachette (Paris), 1868, lire en ligne sur Gallica.
- Conférences (faites à Notre-Dame en 1846) sur la religion et la liberté.
- De l'Éducation publique en France au XIXe siècle, [publié par l'abbé E. de Régny], Bray et Retaux (Paris), 1876, lire en ligne sur Gallica.